# 128P/Shoemaker-Holt
La comète Shoemaker-Holt, officiellement 128P/Shoemaker-Holt, est une comète périodique du système solaire, découverte le 18 octobre 1987 par Henry E. Holt, Carolyn S. Shoemaker et Eugene M. Shoemaker.